# Blondie (tecknad serie)
För andra betydelser, se Blondie.
Blondie är en amerikansk dagsstrippserie i familjemiljö skapad av Chic Young som debuterade 8 september 1930. Serien handlar om Blondie Krikelin (engelska: Blondie Bumstead, född Blondie Boopaboop) och hennes familj i en vanlig amerikansk förort. Blondie räknades under flera årtionden som världens mest lästa serie och publiceras fortfarande. Numera har Blondies man Dagobert (engelska: Dagwood) mer eller mindre tagit över seriens huvudroll.
Från början var Blondie en utpräglad utsugare av Dagobert, även kallad gold-digger, och Dagoberts far var en rik industriledare. Dagoberts föräldrar satte sig emot sonens giftermålsplaner, men Dagobert stod på sig och den 17 februari 1933 gifte sig Dagobert med sin Blondie. Redan då var serien mycket populär och deras bröllop var ett av USA:s mest uppmärksammade bröllop det året.[källa behövs]

## Seriefigurer
- Blondie Krikelin (huvudperson): Hemmafru.
- Dagobert Krikelin: Blondies man som älskar att sova på soffan och äta dagobertmackor. Hans chef är väldigt förminskande och missunnsam och vägrar ge honom någon löneförhöjning.
- Daisy: Deras tik som älskar att sova precis som Dagobert. Daisy visar nästan alltid att hon tycker likadant som Dagobert genom ansiktsuttryck eller gester.
- Alexander: Deras tonårsson som ser ut precis som sin pappa. Han föddes i serien 1934 och stannade i växten i tonåren.[1]
- Babsan: Deras dotter som är något yngre än Alexander. Hon föddes i serien 1941 och stannade i växten i tonåren.[1]
- Elon: Ett otrevligt barn (förmodligen saknar han självkännedom nog för att inse detta) som på allehanda sätt driver Dagobert till vansinne.
- Herbert Perman: Granne och vän. Ofta är Dagobert och Herbert ytterst osams, men till syvende och sist är de mycket nära vänner.
- Fanny Perman: Fru till Herbert och nära väninna till Blondie.
- Brevbäraren: Lättar ofta sitt hjärta för Dagobert eller Blondie.
- Direktör Julius[1] Caesar Dittling: Dagoberts chef. Oerhört snål och krävande. Håller inne alla löneförhöjningar trots att Dagobert ofta förefaller vara mycket viktig på "kontoret" som arbetsplatsen alltid benämnes.
- Cora Dittling: Direktör Dittlings fru.

## Filmer
- Blondie (1938)
- Blondie Meets the Boss (1939)
- Blondie Takes a Vacation (1939)
- Blondie Brings Up Baby (1939)
- Blondie on a Budget (1940)
- Blondie Has Servant Trouble (1940)
- Blondie Plays Cupid (1940)
- Blondie Goes Latin (1941)
- Blondie in Society (1941)
- Blondie Goes to College (1942)
- Blondie's Blessed Event (1942)
- Blondie for Victory (1942)
- It's a Great Life (1943)
- Footlight Glamour (1943)
- Leave It to Blondie (1945)
- Life with Blondie (1946)
- Blondie's Lucky Day (1946)
- Blondie Knows Best (1946)
- Blondie's Big Moment (1947)
- Blondie's Holiday (1947)
- Blondie in the Dough (1947)
- Blondie's Anniversary (1947)
- Blondie's Reward (1948)
- Blondie's Secret (1948)
- Blondie's Big Deal (1949)
- Blondie Hits the Jackpot (1949)
- Blondie's Hero (1950)
- Beware of Blondie (1950)

## Källhänvisningar
1. 1 2 3 4 5 6 7  "Blondie". NE.se. Läst 28 augusti 2014.